# That Championship Season
That Championship Season é uma peça de teatro estadunidense de 1972 escrita pelo dramaturgo Jason Miller. Apresentada pela primeira vez no Booth Theatre em 14 de setembro de 1972, foi adaptada para o cinema em dois filmes homônimos: o primeiro, dirigido por Jason Miller, em 1982, e o segundo em 1999 por Paul Sorvino.
Venceu o Tony Award de melhor peça de teatro.